# ロシア1
Russia 1（ロシア・ワン、露: Россия-1）は、ロシア連邦の国営テレビ。全ロシア国営テレビ・ラジオ放送会社（Всероссийская государственная телевизионная и радиовещательная компания (ВГТРК) ）のチャンネルの一つ。ロシアチャンネルとも言う。かつてはRTR（エルテーエル、露: РТР）やチャンネル2と呼ばれていた。
代表的なニュース番組が「ヴィスチー」（日本語でニュース）。日本ではこの放送局のニュース番組がNHK BS1のワールドニュース、キャッチ!世界の視点などで放送されている。